# Arcada
Arcada war eine Literatur- und Kulturzeitschrift aus Dortmund. Sie erschien zweisprachig deutsch-portugiesisch und wurde in Deutschland und Portugal vertrieben.
Herausgegeben wurde sie vom portugiesischen Kulturverein AURA e.V. Círculo Português de Artes e Ideias mit Sitz in Dortmund, vertrieben wurde sie von Arcada und TFM in Deutschland und von Edições do Litoral (Porto) in Portugal. Gedruckt wurde sie bei der VARIO GmbH in Dortmund. Sie war die einzige zweisprachige Zeitschrift ihrer Art in Deutschland und erschien zwischen 1989 und 1993 in zwölf Ausgaben.
Sie definierte sich als Portugiesisch-Deutsche Zeitschrift für Information und Kultur und hatte ihren Schwerpunkt auf portugiesischsprachiger Literatur. Sie berichtete aus Portugal und den portugiesischsprachigen Ländern, laut eigener Definition widmete sich Arcada dabei „schwerpunktmäßig kulturellen -insbesondere literarischen- Themen. Aber auch allgemeine kritische Informationen zu den Bereichen Geschichte, Politik, Umwelt, Soziales, Landeskunde, Emigration, portugiesischsprachige Länder fehlen nicht.“

## Geschichte
Die erste Ausgabe erschien im Februar 1989, fortan strebte die Zeitschrift eine vierteljährliche Erscheinungsweise an, ohne sie je ganz zu erreichen.
Im Rahmen der Südeuropäischen Literaturtage in Dortmund 11. – 23. Februar 1992 organisierte Arcada auch eine portugiesische Beteiligung und brachte den späteren Literaturnobelpreisträger José Saramago und die Schriftstellerin Agustina Bessa-Luís nach Dortmund. Sie gab dazu eine zweisprachige Sonderausgabe heraus, u. a. mit einem Text von Saramago, einem Gedicht von Pessoa, einer Übersicht über die wichtigsten ins Deutsche übersetzten Autoren Portugals und Informationen über Arcada. Wie die Literaturtage fand auch das Projekt Arcada vor allem unter Kulturinteressierten Aufmerksamkeit, insbesondere im Zuge der Süderweiterung der EG (Beitritt Griechenlands 1981 und Portugals und Spaniens 1986). So nannte die Frankfurter Rundschau Arcada „eine außergewöhnliche Initiative“.
1993 stellten die Verantwortlichen die Zeitschrift ein. Mário dos Santos gründete im gleichen Jahr die Zeitung Portugal Post, seit 2015 führt er den Verlag Oxalá Editora, mit dem er seine Verbindung zur Literatur wieder verstärkte und inzwischen dort auch eigene Werke veröffentlicht hat.

## Inhalte und Ausgaben
Die Zeitschrift beinhaltete Artikel zu den verschiedensten Themen, dazu Kulturnachrichten und Veranstaltungshinweise, Rezensionen (Musik, Filme u. a.), Gedichte, Grafiken, Fotos u. a.
Folgende Ausgaben sind erschienen:
- Nr. 1 (Februar 1989, 56 Seiten): Themen waren das Werk Fernando Pessoas, Entwicklungen in der Kommunistischen Partei Portugals, Kinderarbeit in Portugal, Brasilien und die neue Republik, José Saramago, Politisches Asyl in Portugal, u. a.
- Nr. 2 (Juni 1989, 56 Seiten): Themen waren 500 Jahre portugiesische Entdeckungsreisen, der portugiesische Schriftsteller Miguel Torga, die Azoreninseln, die Umweltbewegung in Portugal, der Tod des portugiesischen Autors Fernando Namora, Atomkraft in Portugal, die Situation in Mosambik, der Dichter Manuel Alegre u. a.
- Nr. 3 (November 1989, 56 Seiten): Themen waren Portugal und Europa, Öl-Katastrophe, der erste Teil über die Literatur Portugals in der BRD, Reise in den brasilianischen Winter, die 41. Frankfurter Buchmesse, u. a.
- Nr. 4 (April 1990, 64 Seiten): Themen waren Osttimor, das portugiesische Theaterprojekt A Barraca, der zweite Teil der über die Literatur Portugals in der BRD, den brasilianisch-portugiesischen Flugpionier Bartolomeu de Gusmão, die politische Parteienlandschaft Portugals, bedrohte Nationalparks, u. a.
- Nr. 5 (Oktober 1990, 52 Seiten): Themen waren eine Abhandlung von Peter Koj zum Begriff der Saudade, die Friedensaussichten im Bürgerkriegsland Angola, das literaturhistorisch bedeutende Lissabonner Café Martinho da Arcada, Aktivisten gegen den Eukalyptusanbau in Portugal, die Schriftstellerin Agustina Bessa-Luís, die traditionellen Philharmonischen Amateurkapellen in Portugal, u. a.
- Nr. 6 (Januar 1991, 52 Seiten): Themen waren Artikel zur portugiesischen Mentalität, die Präsidentschaftswahl in Portugal, Straßenkinder in Brasilien, und Aspekte der Marienerscheinung von Fátima, u. a.
- Nr. 7 (Juni 1991, 68 Seiten): Themen waren der Alentejo, die Agrarreform, Denkmalschutz in der UNESCO-Welterbe-Stadt Évora, der portugiesische Autor Miguel Torga, Flüchtlinge aus Mosambik, die Legende von José do Telhado als portugiesischem Robin Hood, und kritische Gedanken zum 500. Jahrestag der portugiesischen Expansion.
- Nr. 8 (November 1991, 64 Seiten): Themen waren Portugal aus deutscher Sicht (erster Teil), die unterschätzte Stadt Porto, die alljährliche Sommer-Emigration, Arbeitslosigkeit und Armut in Portugal, der portugiesische Schriftsteller Camilo Castelo Branco, das Portugiesisch-Projekt des Dortmunder Max-Planck-Gymnasiums, u. a.
- Spezialausgabe Februar 1992 zu den Südeuropäischen Literaturtagen in Dortmund, mit einem Text von José Saramago, Gedichte, Aphorismen, Übersicht über ins Deutsche übersetzte portugiesische Autoren, Informationen zu Arcada, eine Grafik des Dortmunder-Gruppe-Mitglieds Maria Teresa Crawford Cabral, u. a.
- Nr. 9 (Mai 1991, 60 Seiten): Themen waren Interview mit José Saramago, die portugiesisch-chinesische Stadt Macau, Portugal aus deutscher Sicht (zweiter Teil), Kinderarbeit in Portugal, Begegnung mit dem angolanischen Autor Pepetela, die Südeuropäischen Literaturtage in Dortmund, portugiesische Jugendliche zwischen zwei Kulturen, u. a.
- Nr. 10 (November 1992, 74 Seiten): Themen waren die portugiesisch-deutsch-jüdische Autorin und Übersetzerin Ilse Losa, Gedanken zu Camões, Unterschiede im Gedenken an die Entdeckungsfahrten in Portugal und Europa, der portugiesische Dichter Herberto Helder, das ehemals portugiesische Goa in Indien, Umweltberichterstattung in Portugal, die deutsche Luftwaffenausbildungsstelle in Beja (Alentejo), der Lissabonner Maler Carlos Botelho, u. a.
- Nr. 11 (Frühjahr 1993, 60 Seiten): Themen waren der futuristische portugiesische Künstler Almada Negreiros, Interview mit Schauspieler und Regisseur Filipe Crawford über das Theater in Portugal, die politische Linke in Portugal, der gescheiterte Friedensprozess in Angola, das kurze Leben der Düsseldorferin Stephanie von Hohenzollern-Sigmaringen als portugiesische Königin, Umweltschutzorganisationen in Portugal, Gedichte von Sophia de Mello Breyner Andresen, das Museum von Santa Maria de Lamas, Interviews mit Portugiesen in Deutschland, eine kurze Übersicht über Pop- und Rockmusik in Portugal, ein Grußwort des portugiesischen Botschafters António D’Oliveira Pinto da França (für Arcada als einziger Zeitschrift ihrer Art in Deutschland), u. a.

## Finanzierung
Die Zeitschrift finanzierte sich hauptsächlich über den Verkauf. Der Verkaufspreis lag bei 4,50 DM bzw. 300 Escudos (ab Nr. 10 5,50 DM bzw. 500 Escudos), ein Jahresabonnement über vier Ausgaben wurde zu 20 DM, später 25 DM (für Portugal 30 DM, per Flugpost 40 DM) angeboten.
Dazu gab es einige, vergleichsweise wenige Werbeanzeigen, von Buchhandlungen und Verlage, auf Portugal spezialisierte Reiseunternehmen, Restaurants, oder auch mal die Sparkasse Dortmund u. a.